# تشارلز ديفيس (عازف جاز)
تشارلز ديفيس (بالإنجليزية: Charles Davis)‏ هو عازف جاز أسترالي، ولد في 29 سبتمبر 1946 في سيدني في أستراليا.